# جون ستورس (مهندس معماري)
جون ستورس (بالإنجليزية: John Storrs)‏ هو مهندس معماري أمريكي، ولد في 1920 في بريدجبورت في الولايات المتحدة، وتوفي في 31 أغسطس 2003 في بورتلاند في الولايات المتحدة.